# Agogo (Ghana)
Pour les articles homonymes, voir Agogô et Junior Agogo.
Agogo est une ville située dans la région Ashanti au Ghana.
Sa population était de 28 271 habitants lors du recensement de l'an 2000, et de 32 859 habitants en 2007.